# Morelia (Kolumbia)
Morelia – miasto w Kolumbii, w departamencie Caquetá.